# Chalais (Charente)
Chalais es una comuna francesa situada en el departamento de Charente, en la región de Nueva Aquitania.

## Demografía
| 1703 | 1834 | 2538 | 2204 | 2172 | 2027 | 1791 |
| Para los censos de 1962 a 1999 la población legal corresponde a la población sin duplicidades (Fuente: INSEE [Consultar]) |      |      |      |      |      |      |